# Мельсяны
Мельсяны — деревня в Ельниковском районе Мордовии. Входит в состав Ельниковского сельского поселения.

## История
В «Списке населённых мест Пензенской губернии за 1869» Мельсяны казенная деревня из 27 дворов Краснослободского уезда.

## Население
| 2002 | 2010 |
| ---- | ---- |
| 71   | ↘47  |

Национальный состав
Согласно результатам Всероссийской переписи населения 2002 года, в национальной структуре населения мордва-мокша составляли 94 %.